# Castello di Castellaro Lagusello
Il castello di Castellaro Lagusello è un'antica roccaforte risalente al XIII secolo situata nel centro di Castellaro Lagusello, frazione del comune di Monzambano, in provincia di Mantova, che conserva inalterato l'originario impianto urbanistico, oltre ad alcuni edifici medievali e le opere difensive, tra cui le quattro torri nelle quali si inseriscono le mura perimetrali a difesa del borgo, dotate di cammino di ronda.
Edificato intorno al XIII secolo dagli Scaligeri di Verona, era originariamente costituito da due parti distinte: la parte a nord, con torre quadrata e ponte levatoio a difesa e la parte a sud, verso il lago, come residenza castellata. Fu per molti secoli conteso per la sua posizione strategica di confine.
Tra il XIV secolo ed il XV secolo la proprietà passò più volte dalle mani dei Visconti (1390) a quelle dei Gonzaga (Francesco I Gonzaga, dal 1391 al 2020) e di nuovo Visconti (1393-1405) e Gonzaga sino al 1441. Nella metà del XV secolo la Repubblica di Venezia si appropriò del borgo e lo mantenne sino agli inizi del XVII secolo quando, persa la sua funzione strategica, il castello venne venduto ad una famiglia nobile che ne trasformò una parte a propria residenza.

## Collegamenti esterni

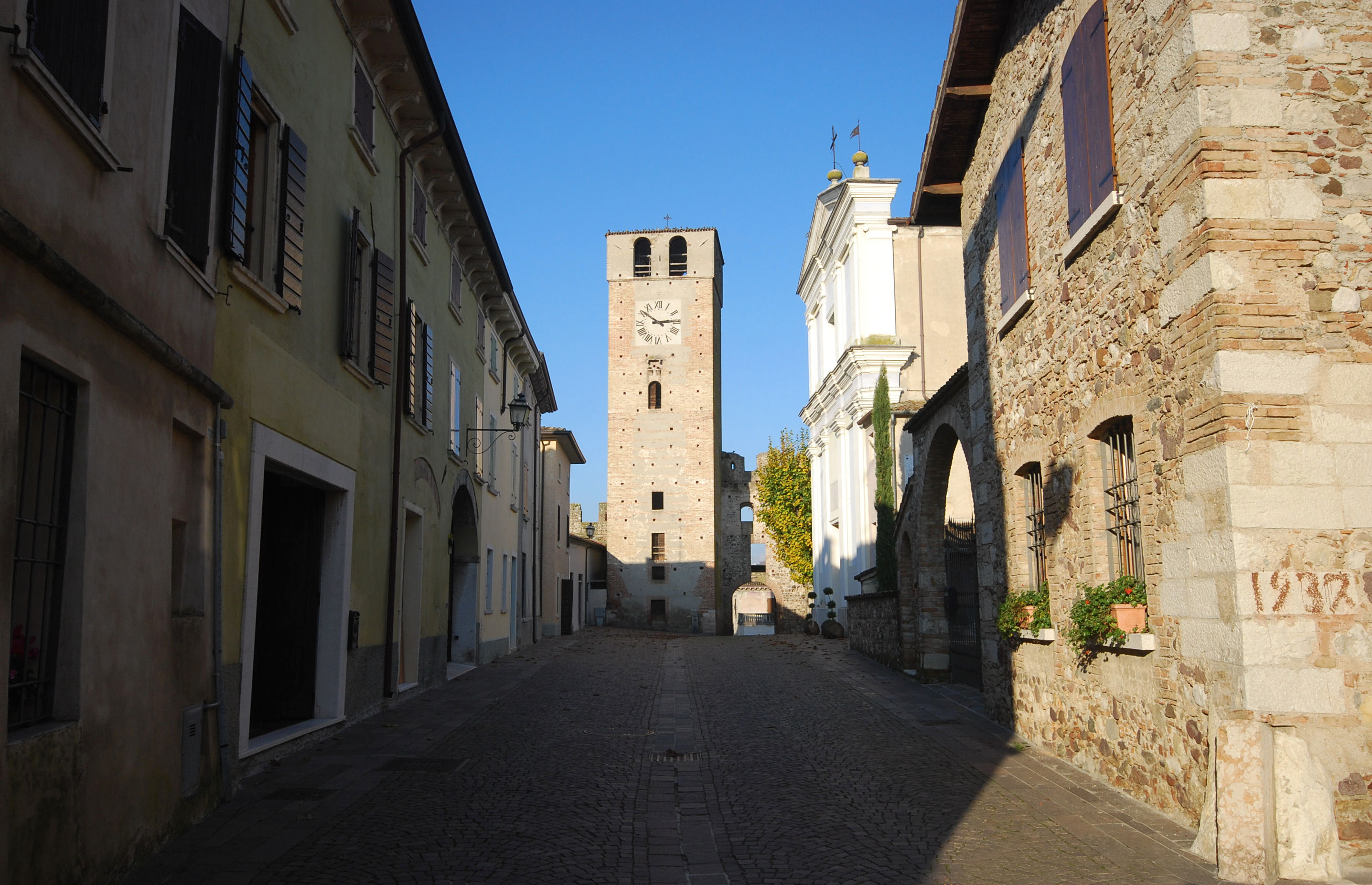
Torre del castello

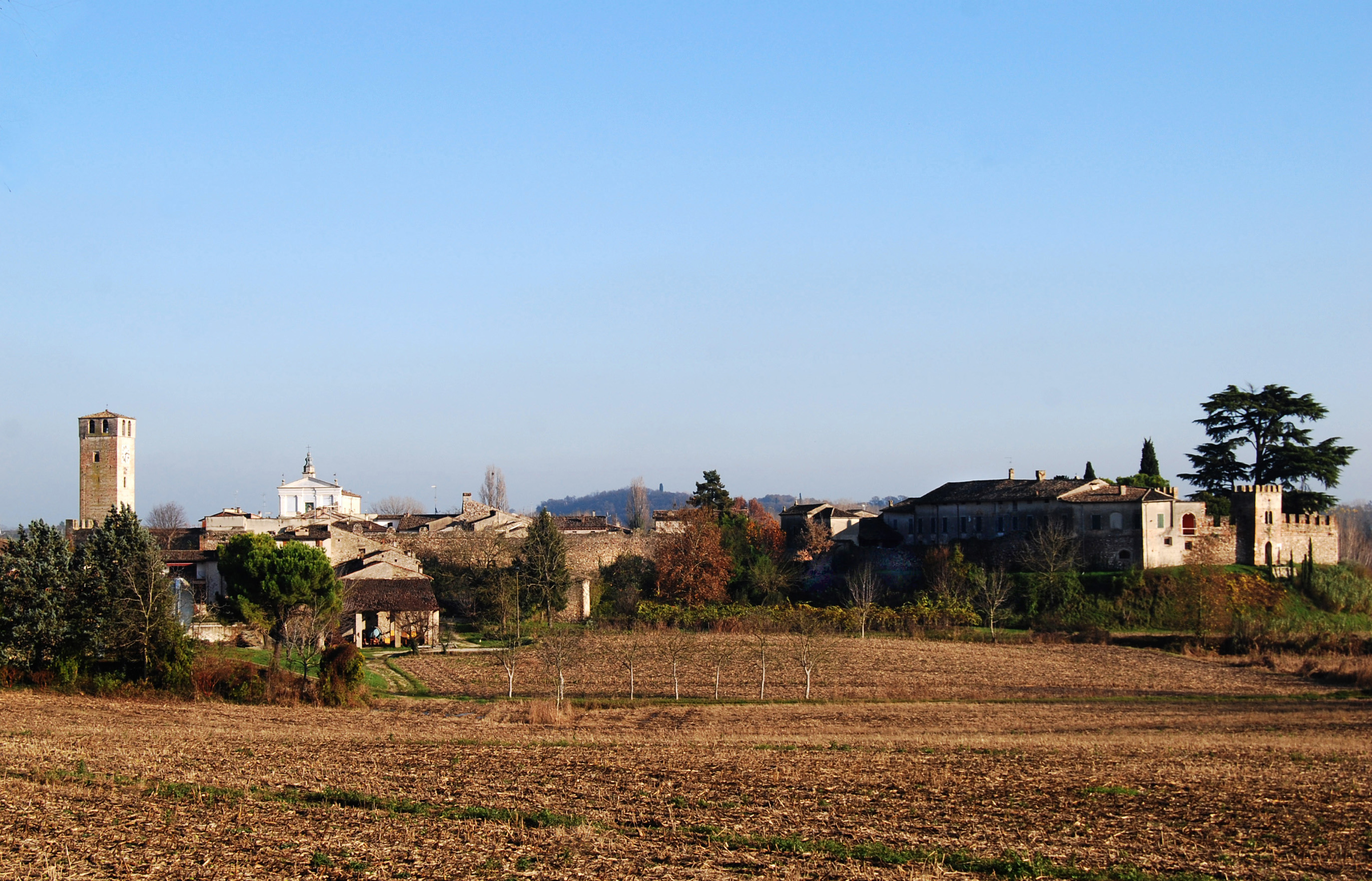
Panorama di Castellaro Lagusello